# Gebzespor
Gebzespor ist ein türkischer Fußballverein aus der Kreisstadt Gebze der westtürkischen Provinz Kocaeli und wurde hier 1955 gegründet. Ihre Heimspiele bestreitet die Mannschaft im Alaettin-Kurt-Stadion. Die Vereinsfarben sind lila-weiß. Der Verein spielte die meiste Zeit seiner Zugehörigkeit im türkischen Profifußball in der dritthöchsten türkischen Spielklasse, der TFF 3. Lig.

## Geschichte

### Gründung und die ersten Jahre
Der Verein wurde 1955 unter der Führung von Rafet Yüce und Aziz Saka unter dem Namen Gebze Gençlik Spor Kulübü (zu deutsch: Jugendsportklub Gebze) gegründet. Nach der Vereinsgründung spielte der Verein lange Zeit in den regionalen Ligen. 1977 folgt man dem allgemeinen Trend der damaligen Zeit die Vereinsbezeichnung Gençlik Spor Kulübü (zu deutsch: Jugendsportklub) nur in Spor Kulübü (zu deutsch: Sportklub) umzuwandeln und nannte den Verein in Gebze Spor Kulübü, kurz Gebzespor, um.

### Einstieg in den Profifußball und die Drittligajahre
Nachdem zum Sommer 1980 der türkische Profifußball von bisher drei auf lediglich zwei Profiligen reduziert worden war, wurde 1984 auf Direktive des damaligen Staatspräsidenten Turgut Özal die dritthöchste professionelle Fußballliga, die 3. Lig, mit heutigem Namen TFF 2. Lig, wieder eingeführt. Darüber hinaus wurde verkündet, dass man nach Erfüllung bestimmter Auflagen eine Ligateilnahme beantragen könne. Um die Stadtentwicklung voranzutreiben, bemühten sich mehrere Stadtnotabeln darum, die Auflagen zu erfüllen. Nachdem man die Auflagen erfüllt hatte, bestätigte der türkische Fußballverband die Teilnahme. So nahm Gebzespor an der Spielzeit 1984/85 der wiedereingeführten 3. Lig teil. In der ersten Saison belegte man den 14. Tabellenplatz. Da die Saison ohne Abstieg gespielt wurde, blieb der Verein auch für die kommende Spielzeit in dieser Liga. In den nachfolgenden Spielzeiten festigte der Verein seine Position innerhalb der Liga und belegt fast ausschließlich Tabellenplätze der oberen Tabellenhälfte. Hierbei erlebte der Verein seine erfolgreichste Zeit in der zweiten Hälfte der 1990er Jahre. So spielte man in den Spielzeiten 1994/95, 1997/98 und 1998/99 lange Zeit um die Meisterschaft und damit den Aufstieg in die TFF 1. Lig und verpasste dieses Ziel jedes Mal durch das Erreichen der Vizemeisterschaft.

### Systembedingter Abstieg in die TFF 3. Lig
Da mit der Saison 2001/02 der türkische Profi-Fußball grundlegenden Änderungen unterzogen werden sollte, wurden bereits in der Spielzeit 2000/01 Vorbereitungen für diese Umstellung unternommen. Bisher bestand der Profifußball in der Türkei aus drei Ligen: Der höchsten Spielklasse, der einspurigen Türkiye 1. Futbol Ligi, der zweitklassigen fünfspurig und in zwei Etappen gespielten Türkiye 2. Futbol Ligi und der drittklassigen und achtgleisig gespielten Türkiye 3. Futbol Ligi. Zur Saison 2001/02 wurde der Profifußball auf vier Profiligen erweitert. Während die Türkiye 1. Futbol Ligi unverändert blieb, wurde die Türkiye 2. Futbol Ligi in die nun zweithöchste Spielklasse, die Türkiye 2. Futbol Ligi A Kategorisi (zu dt.: 2. Fußballliga der Kategorie A der Türkei), und die dritthöchste Spielklasse, die Türkiye 2. Futbol Ligi B Kategorisi (zu dt.: 2. Fußballliga der Kategorie B der Türkei), aufgeteilt. Die nachgeordnete Türkiye 3. Futbol Ligi wurde fortan somit die vierthöchste Spielklasse, die TFF 3. Lig. Jene Mannschaften, die in der Drittligasaison 2000/01 lediglich einen mittleren Tabellenplatz belegten, wurden für die kommende Saison in die neugeschaffene vierthöchste türkische Spielklasse, in die 3. Lig, zugewiesen. Gebzespor, das vom Erdbeben von Gölcük betroffen war, beendete die Saison auf dem 9. Tabellenplatz und musste so systembedingt in die 3. Lig absteigen.

### Wiederaufstieg in die TFF 2. Lig
Nach dem systembedingten Abstieg in die TFF 3. Lig spielte der Verein fünf Spielzeiten in dieser Liga. In der Saison 2005/06 erreichte man die Meisterschaft TFF 3. Lig und stieg nach fünf Jahren wieder in die TFF 2. Lig auf. Nachdem man in dieser Liga fünf Spielzeiten am Wettbewerb teilgenommen hatte, beendete man die Drittligasaison 2010/11 auf dem letzten Tabellenplatz und stieg damit in die TFF 3. Lig ab.

### Neuzeit
Nach dem Abstieg in die TFF 3. Lig kämpfte der Verein in seiner ersten Viertligasaison lange Zeit gegen den Abstieg und erreichte zum Saisonende den Klassenerhalt. In der Viertligasaison 2012/13 beendete der Verein die TFF 3. Lig als Tabellenletzter und verabschiedete sich nach 28 Jahren vom türkischen Profifußball.

## Ligazugehörigkeit
- 2. Liga: –
- 3. Liga: 2006–2011
- 4. Liga: 1984–2006, 2011–2012, 2018–2019
- Bölgesel Amatör Lig: 2012–2018, Seit 2019
- Amateurliga: 1955–1984

## Bekannte ehemalige Spieler
- Emrehan Ceylan
- Oktay Demircan

## Bekannte ehemalige Trainer
- Erhan Arslan
- Fikret Demirer
- Kahraman Karataş
- Semih Yuvakuran